# 九龍巴士2C線

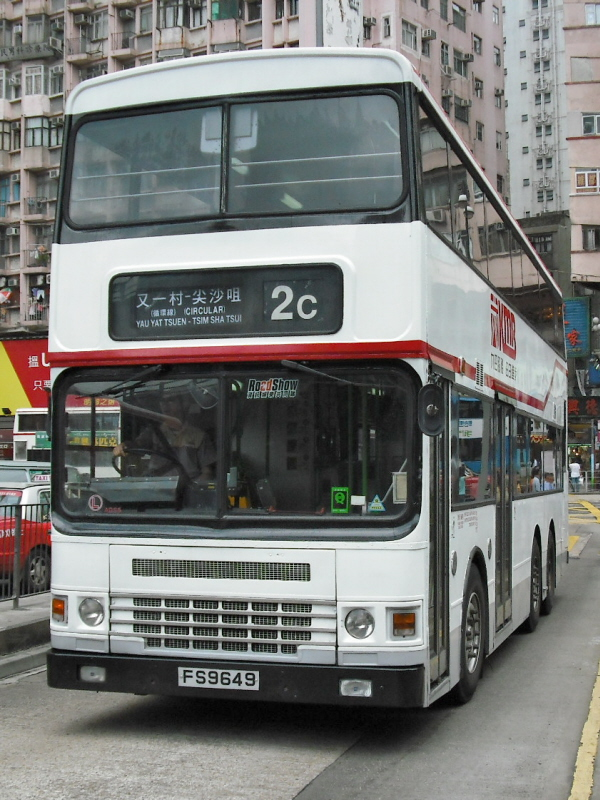
本線未轉全單層時的雙層巴士
（1993年丹尼士巨龍9.9米）

九龍巴士2C線是香港九龍一條已取消的循環巴士線，來往深水埗區的又一村及尖沙咀，經旺角、伊利沙伯醫院、佐敦。

## 歷史
- 1968年1月20日：本線投入服務，取代7A及首代10號線途經的部份路段。最初往來又一村及尖沙咀碼頭，當時又一村總站設於海棠路。
- 1968年4月12日：本線改經旺角染布房街。
- 1976年7月16日：豪華巴士路線202（已永久停駛）投入服務，為避免與202號線服務重覆，遷往大坑東邨。
- 1989年3月2日：本線延長至達之路，當時總站設於達之路與桃源街交界。
- 1992年12月1日：達之路改稱又一村。
- 1996年7月28日：配合4A永久停駛，本線改為循環運作，往尖沙咀方向改經佐敦道、廣東道、梳士巴利道、彌敦道及加士居道然後折返。
- 1998年12月13日：本線遷入又一城永久總站，但初期要繞經香港城市大學德智苑對出的迴旋處才能返回達之路南行左轉入又一城總站。
- 2000年5月30日：本線改由達之路北行右轉入又一村總站。
- 2002年7月20日：本線改為全空調服務。
- 2009年5月24日：全線改用單層空調巴士提供服務[1]。
- 2013年9月1日：本線加停大坑東道南山邨南明樓分站。
- 2014年1月18日：停止服務，並與203線合併成新線203C。[2]

## 服務時間及班次
| 又一村開出       | 又一村開出  | 又一村開出   |
| 日期             | 時間        | 班次（分鐘） |
| ---------------- | ----------- | ------------ |
| 星期一至五       | 05:30-06:30 | 20           |
| 星期一至五       | 06:30-08:30 | 15           |
| 星期一至五       | 08:30-12:00 | 20-25        |
| 星期一至五       | 12:00-18:05 | 18-20        |
| 星期一至五       | 18:05-23:30 | 20-25        |
| 星期六           | 05:30-06:30 | 20           |
| 星期六           | 06:30-08:30 | 15           |
| 星期六           | 08:30-23:30 | 20-25        |
| 星期日及公眾假期 | 05:30-07:30 | 20           |
| 星期日及公眾假期 | 07:30-09:00 | 15           |
| 星期日及公眾假期 | 09:00-16:10 | 20-25        |
| 星期日及公眾假期 | 16:10-17:30 | 16           |
| 星期日及公眾假期 | 17:30-23:30 | 20-25        |

## 收費
全程：$4.7
| - 本線設有12歲以下小童及65歲或以上長者半價優惠。 - 65歲或以上香港居民使用「樂悠咭」，以及12歲以下合資格殘疾兒童使用「殘疾人士身份」個人八達通繳付車資，均可享有每程$2.0或半價（以較低者為準）的票價優惠；12至64歲合資格殘疾人士使用「殘疾人士身份」個人八達通（包括「樂悠咭」），以及60至64歲香港居民使用「樂悠咭」繳付車資，均可享有每程$2.0或全費（以較低者為準）的票價優惠。 - 65歲或以上長者如使用長者或一般個人八達通繳付車資，則只可享有半價優惠；12至64歲合資格殘疾人士如不使用「殘疾人士身份」個人八達通，以及60至64歲人士如不使用「樂悠咭」繳付車資，必須繳付全費。 - 乘客可以現金或八達通於上車時付款，不設找續。 - 每位成人乘客可免費攜帶最多兩名4歲以下而不佔座位的兒童乘客乘車，超額之4歲以下小童必須繳付小童車費乘車。 - 持有「九巴月票」之乘客在車票有效期內，每日可享最多10程任何九龍巴士及龍運巴士路線（包括本路線，以及聯營路線的九龍巴士／龍運巴士提供的班次；惟乘搭機場「A」及「NA」線則可享原價二七折優惠（不會計算每天10次合資格車程））；而B1線則每日可享最多各2程（不會計算每天10次合資格車程）。 - 九龍巴士、城巴、龍運巴士及陽光巴士全職員工及家屬（不包括外判職員）可免費乘搭本路線，惟必須拍職員或職員家屬八達通。 - 乘客亦可透過多元化電子支付系統（e度嘟）繳付車資，包括使用非接觸式VISA卡、JCB卡、萬事達卡、銀聯卡、美國運通、大來國際、Discover Card、Apple Pay、Google Pay、Samsung Pay、AlipayHK「易乘碼」、支付寶、WeChatHK／微信支付「搭車碼」、銀聯雲閃付「乘車碼」及BOC Pay「乘車碼」。乘客使用此付款方式，使用此支付方式的乘客可享有中途下車之分段收費，以及與其他九巴／龍運獨營路線或聯營線九巴／龍運班次之轉乘優惠，惟不適用於與非九巴／龍運路線之轉乘優惠，亦不能享有「公共交通費用補貼計劃」及「長者及合資格殘疾人士公共交通票價優惠計劃」。 |

## 用車
本線因曾受龍珠街路面限制影響，而一直只能採用較短身的巴士行駛，本線轉為全空調服務前主要使用Daimler/ Leyland Fleetline"DMS"為主及利蘭勝利二型、MCW 9.7米等巴士。2002年改為全空調服務後，以單層巴士為主，亦有一些雙層巴士行駛（但都是較短身或兼低地台的，如ADS、ASV）。
鑑於本線客量不高，九巴為節省資源，本線自2009年5月24日起全線採用單層巴士行駛，其中幾輛更是於同年4月才領牌，配備歐盟4型引擎的瑞典斯堪尼亞K230UB型低地台巴士，進一步提升本線的服務，不過本線仍不時派出雙層巴士行走。在大坑東道及南山邨道交界未進行道路工程前，此路線曾經受南山邨道的路面限制影響而只能使用11米或以下的巴士，及後2012年大坑東道及南山邨道完成道路工程之後，轉彎位被擴闊，九巴嘗試派出12米長的富豪B7RLE（AVC）單層空調巴士測試路面，發現該款巴士適合投放於此路線行走，於是派出該車型以取代斯堪尼亞K230UB 10.6米（ASB）行走此路線，用車限制因而被取消。
2012年2月4日，九巴首次派出12米長巴士（富豪B7RLE 12米（AVC），PJ7919）特見行走該路線，作為當天的03車。
2012年3月9日、3月13日及3月19日起，本線先後換入5輛2012年的富豪B7RLE（AVC）12米巴士，進一步提升本線的服務。2012年5月27日，由於丹尼士飛鏢（AA）退役的關係，剩下的AA29也被調走。
現時本線的掛牌用車包括2輛富豪B7RLE及3輛亞歷山大丹尼士Enviro 200，均屬荔枝角車廠。

## 行車路線
經：桃源街、龍珠街、大坑東道、南山邨道、大坑西街、大坑東道、大坑東巴士總站、大坑東道、界限街、勵德街、太子道西、洗衣街、亞皆老街、染布房街、衛理道、佐敦道、廣東道、彌敦道、加士居道、衛理道、染布房街、聯運街、弼街、洗衣街、太子道西、通菜街、大坑東道、棠蔭街、大坑東道、桃源街及達之路。

### 沿線車站

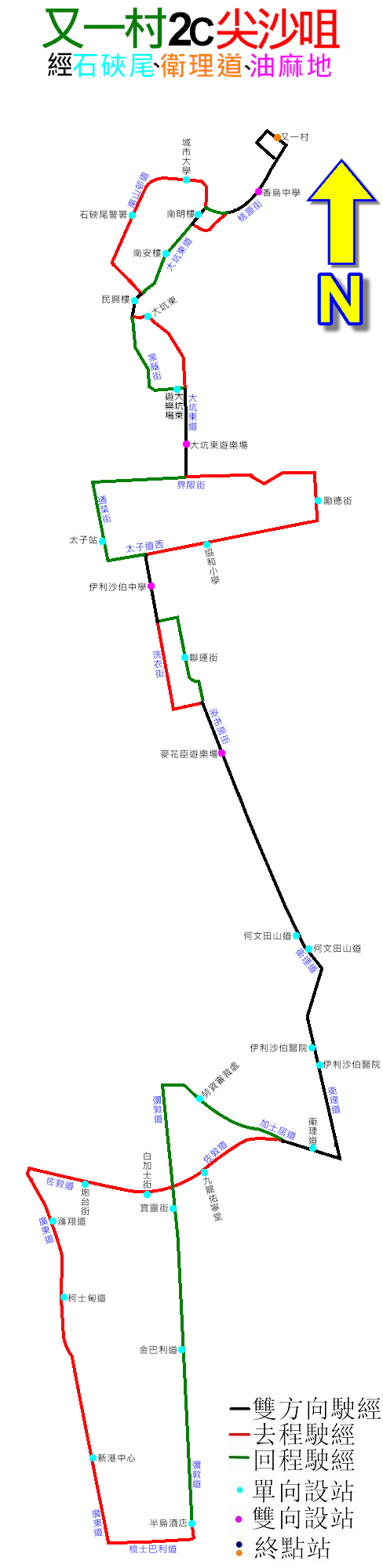
2C線取消前的走線圖

| 又一村開 | 又一村開           | 又一村開             |
| -------- | ------------------ | -------------------- |
| 車站     | 車站名稱           | 位置                 |
| 1        | 又一村巴士總站     | 又一城公共運輸交匯處 |
| 2        | 香島中學           | 桃源街               |
| 3        | 南山邨南明樓       | 大坑東道             |
| 4        | 香港城市大學       | 南山邨道             |
| 5        | 石硤尾警署         | 南山邨道             |
| 6        | 大坑東邨東龍樓     | 大坑東道             |
| 7        | 大坑東遊樂場       | 大坑東道             |
| 8        | 勵德街             | 勵德街               |
| 9        | 協和小學           | 太子道西             |
| 10       | 伊利沙伯中學       | 洗衣街               |
| 11       | 麥花臣遊樂場       | 染布房街             |
| 12       | 何文田山道         | 衛理道               |
| 13       | 伊利沙伯醫院       | 衛理道               |
| 14       | 九龍佑寧堂         | 佐敦道               |
| 15       | 白加士街           | 佐敦道               |
| 16       | 炮台街             | 佐敦道               |
| 17       | 匯翔道             | 廣東道               |
| 18       | 柯士甸道           | 廣東道               |
| 19       | 新港中心           | 廣東道               |
| 20       | 半島酒店           | 彌敦道               |
| 21       | 金巴利道           | 彌敦道               |
| 22       | 寶靈街             | 彌敦道               |
| 23       | 勞資審裁處         | 加士居道             |
| 24       | 衛理道             | 加士居道             |
| 25       | 伊利沙伯醫院       | 衛理道               |
| 26       | 何文田山道         | 衛理道               |
| 27       | 麥花臣遊樂場       | 染布房街             |
| 28       | 聯運街             | 聯運街               |
| 29       | 伊利沙伯中學       | 洗衣街               |
| 30       | 太子站             | 通菜街               |
| 31       | 大坑東遊樂場       | 大坑東道             |
| 32       | 棠蔭街大坑東遊樂場 | 棠蔭街               |
| 33       | 民興樓             | 大坑東道             |
| 34       | 南山邨南安樓       | 大坑東道             |
| 35       | 香島中學           | 桃源街               |
| 36       | 又一村巴士總站     | 又一城公共運輸交匯處 |

## 客量
雖然本線班次疏落，客量不斷下跌，不過本線仍有存在價值，因為本線是唯一途經伊利沙伯醫院急症室的九龍市區巴士路線，因此有不少長者及往來醫院的市民乘搭本線，延長至又一村後，更方便南山邨、又一村居民、到又一城購物的民眾和城大學生出入。
由於本路線及另一條往來又一村的203線客量偏低，加上兩線大部份服務範圍重疊，於《2012-13年深水埗區巴士路線發展計劃》，建議本路線及203線合併，總站改為尖沙咀東（麼地道），又一城總站作為循環點，並更改行車路線，改為以逆時針方向繞經達之路（又一村豪宅區）、又一城、南山邨及大坑東邨，並加密班次，建議已獲深水埗及油尖旺區議會通過。

## 昔日的九巴路線2C
上一代九巴路線2C於1960年3月1日開辦，來往九龍城至觀塘之間，同年9月1日延長至橫頭磡至觀塘裕民坊，然後再於1961年底延長至觀塘翠屏道。開線時觀塘已開始有商人建造廠房，居民遷入的數目亦開始多，所以2C是早年觀塘區重要的對外路線。不過自從發生六七暴動後，2C由1967年6月25日起停駛，暴動後更被11C和11D取代。

## 外部連結
- 九巴2C線官方網站路線資料